# Oleg Orlov
Oleg Petrovitsj Orlov (Russisch: Оле́г Петро́вич Орло́в) (Moskou, 4 april 1953), is een Russische mensenrechtenactivist. Hij is voorzitter van de Russische mensenrechtenorganisatie Memorial en bestuurslid van de internationale, historisch-educatieve vereniging van die organisatie. Van 2004 tot 2006 was Orlov lid van de Raad voor de Mensenrechten van de Russische Federatie. In 2009 ontving Orlov samen met Sergej Kovaljov en Ljoedmila Aleksejeva de Sacharovprijs namens Memorial en alle andere mensenrechtenactivisten in Rusland. 

## Levensloop
Oleg Orlov werd op 4 april 1953 geboren in Moskou in de Sovjet-Unie. Zijn vader, Pjotr Michajlovitsj, was afgestudeerd aan het Moskouse instituut voor technische natuurkunde MIFI; zijn moeder, Svetlana Nikolajevna, was lerares en afgestudeerd aan de filologische faculteit van Staatsuniversiteit van Moskou. Het 20ste congres van de Communistische Partij, dat in 1956 de persoonscultus rond Stalin veroordeelde en informatie onthulde over de misdaden van Stalins regime, had een sterke invloed op Orlovs vader. Volgens Orlov werd zijn vader vanaf dat moment een vastberaden tegenstander van het communisme. In de keuken van hun Moskouse appartement kwamen vaak veel mensen samen om politieke gesprekken te voeren, te discussiëren en te luisteren naar liederen van Russische barden, oppositionele chansonniers.
Omdat hij niet meteen werd toegelaten tot de Staatsuniversiteit van Moskou, schreef Orlov zich eerst bij de Landbouwuniversiteit Timiryazevsky. Na korte tijd stapte hij over naar de faculteit biologie aan de Staatsuniversiteit. Na het afronden van zijn studie werkte hij voor het Instituut voor Plantenfysiologie van de Academie van Wetenschappen van de Sovjet-unie. Tijdens zijn werk bij het instituut, na het begin van de oorlog in Afghanistan in 1979, bouwde Orlov voor zichzelf een primitieve kopieermachine (hectograaf) en gedurende twee jaar postte hij politieke pamfletten gewijd aan de oorlog, de situatie in Polen en de activiteiten aldaar van de vakbond Solidariteit.

## Memorial
Orlov stond aan de wieg van de mensenrechtenorganisatie Memorial. In 1988 werd Orlov lid van de initiatiefgroep Memorial die zich inzette voor de rehabilitatie van slachtoffers van politieke onderdrukking in de Sovjet-Unie en het vrijlaten van politieke gevangenen. De groep deed dat door het publiceren van de feiten over de grootschalige mensenrechtenschendingen in de Sovjet-Unie, het oprichten van monumenten voor de slachtoffers van politieke onderdrukking en het creëren van een museum en bibliotheek gewijd aan het thema van politieke onderdrukking. Vanuit Nederland onderhield het Interkerkelijk Vredesberaad (IKV) contacten met Memorial dat  het als partnerorganisatie beschouwde.
Vervolgens nam hij deel aan de oprichting van het vrij historisch onderwijsgenootschap Memorial voor de hele Sovjet-Unie. In de jaren 1988-1989 organiseerde hij Memorial-congressen. De beweging werd in 1991 geformaliseerd en omgedoopt tot de Internationale mensenrechten- en liefdadigheidsvereniging voor historisch onderwijs "Memorial". Orlov werd lid van het bestuur. Later werd er ook een aparte organisatie opgericht die zich bezig ging houden met hedendaagse misstanden,  Mensenrechtencentrum Memorial. Orlov werd hoofd van deze afdeling en bezocht in die hoedanigheid de brandhaarden Nagorno-Karabach en Transnistrië, waar hij beide kanten van de conflicten observeerde. Orlov verscheen ook in de radio-uitzendingen om de kwestie van de mensenrechten te bespreken.
In 1990, bij de verkiezingen voor de Opperste Sovjet van de Russische Federatie, nam Orlov deel aan het verkiezingsblok "Verkiezingen-90" (Vybory-90). Hij was de assistent van mensenrechtenverdediger Sergej Kovalov. Na de verkiezing van Kovalov werkte Orlov bij de Hoge Raad als expert in een commissie voor mensenrechten. Van 1991 tot 1993 werkte hij er aan humanisering van het penitentiair systeem in Rusland en de rehabilitatie van slachtoffers van politieke onderdrukking. Tegelijkertijd werd Orlov voorzitter van het bestuur van het mensenrechtencentrum "Memorial", een aparte organisatie die zich bezig ging houden met hedendaagse mensenrechtenschendingen.

## Brandhaarden in de voormalige Sovjet-Unie
Van 1991 tot 1994 was Orlov waarnemer in conflictgebieden in Armenië, Azerbeidzjan, Tadzjikistan, Moldavië en bij het conflict tussen Ingoesjetië en Ossetië in de noordelijke Kaukasus. Hij was ook medeauteur van vele rapporten voor Memorial.
Vanaf 1994 werkte Orlov samen met Sergei Kovalov, de voorzitter van het Comité voor de Mensenrechten onder de president van Rusland, in het militaire conflictgebied van de Tsjetsjeense Republiek. Hij ontmoette de Tsjetsjeense leiders Dzjochar Doedajev en Aslan Maschadov persoonlijk. Hij nam deel aan onderhandelingen om gevangenen uit te wisselen en inspecteerde ziekenhuizen en kampen voor krijgsgevangenen.
In juni 1995 nam Oleg Orlov, als onderdeel van een groep onder leiding van Kovalov, deel aan onderhandelingen met terroristen die onder leiding van Sjamil Basaev gijzelaars gevangen namen in de stad Boedjonnovsk. Na succesvolle onderhandelingen werden leden van Kovalovs groep (waaronder Orlov) vrijwillige gijzelaars om de overeengekomen uitwisseling van de meerderheid van de gijzelaars te garanderen.
Vervolgens besteedden Orlov en Mensenrechtencentrum "Memorial" veel aandacht aan het probleem van ontvoeringen in de Kaukasus en slachtoffers onder de vreedzame bevolking van de Tsjetsjenië, Ingoesjetië en Dagestan. Orlov weigerde een aanbod van Kovalov om te werken in de presidentiële mensenrechtenstructuur.
In 2004 werd Orlov lid van de raad voor de ontwikkeling van het maatschappelijk middenveld en mensenrechteninstellingen van de president van de Russische Federatie onder leiding van Ella Pamifilova. In 2006 verliet hij de raad uit protest tegen een opmerking van de Russische president Vladimir Poetin over de moord op journaliste Anna Politkovskaja, waarin hij verklaarde dat de moord Rusland een groter verlies bracht dan haar publicaties.
Vanaf het begin van de Tweede Tsjetsjeense Oorlog in oktober 1999 leidde Orlov het werk van "Memorial" in de Noordelijke Kaukasus. Daar werken vertegenwoordigers van "Memorial" in Tsjetsjenië, Ingoesjetië, Dagestan, Noord-Ossetië, Kabardië-Balkarië, en Kraj Stavropol.
Sinds april 2004 is Orlov ook lid van de adviesraad onder de commissaris voor de mensenrechten in de Russische Federatie.

## Strafproces
Op 2 februari 2024 bestempelde het Russische ministerie van Justitie Orlov als een "buitenlandse agent", verwijzend naar zijn verzet tegen de oorlog in Oekraïne, en hem beschuldigend van het verspreiden van "valse informatie" over de acties van de regering. Human Rights Watch verklaarde dat de beslissing om Orlov als buitenlandse agent te bestempelen een straf was voor zijn onthulling van de mensenrechtenschendingen van het Kremlin in Rusland en Oekraïne.
Op 27 februari 2024 bevond de rechtbank in Moskou Oleg Orlov schuldig, met een straf van twee jaar en zes maanden in een strafkolonie. Hij wordt ervan beschuldigd het Russische leger "in diskrediet" te hebben gebracht.
- Gemeinsame Normdatei: 14349659X
- International Standard Name Identifier: 0000 0001 1719 5711
- Library of Congress Control Number: n96062385
- Nationale Bibliotheek van Israël: 987010188443605171
- Nederlandse Thesaurus van Auteursnamen: 185993893
- Réseau des bibliothèques de Suisse occidentale: 02-A013519100
- Système universitaire de documentation: 129196576
- Virtual International Authority File: 164913287
- WorldCat: E39PBJjt6FvQqqwCBf69CFTWDq